# Casey Legumina
Casey Davey Legumina (Dallas, Texas, 19 de junio de 1997), más conocido como Casey Legumina, es un jugador profesional estadounidense de béisbol que se desempeña en la posición de lanzador en Cincinnati Reds, equipo de las Grandes Ligas de Béisbol (MLB).

## Carrera
En 2023, Legumina hizo su debut en la MLB con el equipo Cincinnati Reds, donde lleva jugando dos temporadas.